# Michael Stone (Journalist)
Michael Stone (* 12. Oktober 1922 in Berlin als Michael Kuh; † 20. April 1993 ebenda) war ein österreichisch-britischer Journalist, Schriftsteller, Literatur- und Theaterkritiker, und Übersetzer.

## Leben

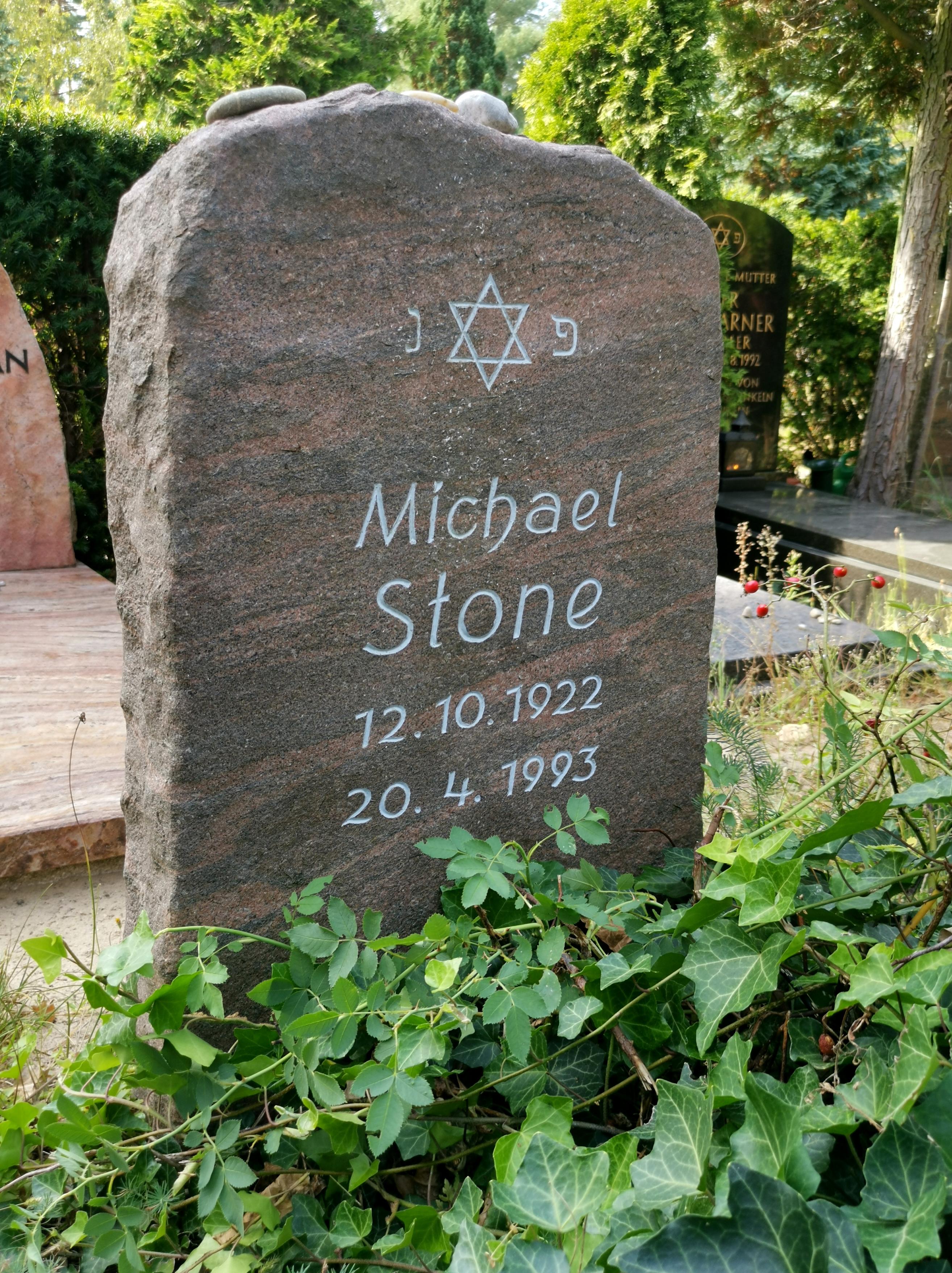
Grab auf dem Jüdischen Friedhof Heerstraße in Berlin-Westend (Feld M III)

Der in Berlin geborene Michael Kuh war der uneheliche Sohn der Wienerin Marianne Kuh (1894–1948), die beim Malik-Verlag als Sekretärin arbeitete. Sein Vater war Marianne Kuhs Lebensgefährte, der Schriftsteller Alexander Solomonica (1889–1942). Sein Großvater Emil Kuh (1856–1912) war ein bedeutender Journalist und Zeitungsherausgeber in Österreich gewesen, sein Onkel Anton Kuh Journalist und Schriftsteller.
Die jüdische Familie floh nach der Machtergreifung der Nationalsozialisten 1933 aus Berlin nach Wien, die Geburtsstadt der Mutter. Aufgrund ihrer Kontakte nach einer Aupair-Anstellung in England, die Michael Kuhs Halbschwester Sophie (1916–2021), aus einer früheren Beziehung der Mutter mit dem Psychoanalytiker Otto Gross stammend, hatte, gelang es ihr erst selbst nach England zu emigrieren, um später ihre Geschwister und ihre Mutter nachzuholen. Nach anderen Quellen konnten Michael und seine jüngere Schwester Eva (geb. 1929) nach dem „Anschluss Österreichs“ 1938 mit einem Kindertransport nach England geschickt werden; im Jahr darauf, 1939, folgten Mutter und Halbschwester Sophie nach. Der Vater Alexander Solomonica, für den zwar Stefan Zweig in England bürgte, konnte als staatenloser rumänischer Jude jedoch kein Visum bekommen; im Oktober 1941 wurde er ins Ghetto Litzmannstadt deportiert und vermutlich dort 1941 oder 1942 ermordet.
Nach Kriegsbeginn wurde Michael Kuh zunächst als Enemy Alien interniert und nach Kanada verschifft. 1942 meldete er sich zur British Army und änderte 1943 seinen Namen in Michael Stone. Als Soldat kam er 1945 wieder nach Wien, lebte aber nach der Demobilisierung weiterhin in England. Ab 1962 verlegte er seinen Lebensmittelpunkt nach Berlin. Er wurde Kulturkorrespondent der österreichischen Tageszeitung Die Presse. Ab 1963 arbeitete er als Journalist in West-Berlin und schrieb u. a. ab 1974 bis zu seinem Tod die Fernsehkolumne Auf dem Fernsehbildschirm West für den Tagesspiegel. Seine Theaterkritiken erschienen u. a. im Guardian und in der Welt.
Ab Sommer 1963, nachdem er bei ihr als Untermieter eingezogen war, lebte Stone, der sich auch politisch betätigte, mit der zehn Jahre älteren Künstlerin Anneliese „Kuki“ Kuhk-Stone (1913–2001) zusammen. Mit ihr war er bis zu seinem plötzlichen Herztod im Jahr 1993 verheiratet. Aus einer früheren Beziehung in England brachte er seine jüngste Tochter Mara Stone (geb. 1961 in Billericay, Grafschaft Essex) mit, deren Ziehmutter Kuhk-Stone wurde.

## Schriften (Auswahl)
- Leslie A. Fiedler: Liebe, Sexualität und Tod. (Aus dem US-Englisch ins Deutsche übersetzt von Michael Stone und Walter Schürenberg; Originaltitel Love and death in the American novel.) Propyläen, Berlin 1964.
- mit Malcolm Werner: Die Computer-Gesellschaft. (Aus dem Englischen übersetzt von Urs Schnitlin; Originaltitel The data bank society.) List, München 1972, ISBN 978-3-471-79118-9.
- mit Jürgen Henschel: Unterwegs in West-Berlin. (Bildband mit Fotos von Jürgen Henschel.) Edition Neue Wege, Berlin 1981, ISBN 978-3-88348-035-0.
- mit Johann G Scheibner: Berlin. (Bildband mit Fotos von Scheibner.) Reich, Luzern 1986, ISBN 978-3-7243-0232-2.
- Ansichten, Einsichten. Mackensen, Berlin 1988, ISBN 978-3-926535-01-6.
- West-Berlin, Ost-Berlin und Potsdam. Reihe Prestel-Städteführer Berlin. Prestel, München 1989, ISBN 978-3-7913-0863-0.
- mit Walther Willmer: Alexander Solomonica: Herr Heckfisch und andere Schriften. Mackensen, Berlin 1990, ISBN 978-3-926535-02-3. (Mit Beiträgen von Stone und Willmer editierte Neuauflage von: Alexander Solomonica: Herr Heckfisch. S. Fischer, Berlin 1916.[2])
- Das Blindeninstitut. Bruchstück einer Jugend. Kupfergraben, Berlin 1991, ISBN 978-3-89181-110-8.